# ماتياس إيرديلي
ماتياس إيرديلي (بالمجرية: Erdély Mátyás)‏ (بالمجرية: Mátyás Erdély) (و. 1976  م) هو مصور سينمائي مجري، ولد في بودابست.

## التعليم
تعلم في جامعة الفنون المسرحية والسينمائية (حتى 1999)، وتعلم في معهد الفيلم الأمريكي
.

## جوائز
حصل على جوائز منها:
- نيشان الفنون والآداب من رتبة قائد (17 يناير 2013)[8]
- جائزة المنافسة العامة  [لغات أخرى]‏ (1946)

## وصلات خارجية
- ماتياش إردي على موقع IMDb (الإنجليزية)
- ماتياش إردي على موقع قاعدة بيانات الأفلام العربية
- ماتياش إردي على موقع قاعدة بيانات الأفلام العربية
- ماتياش إردي على موقع ألو سيني (الفرنسية)
- ماتياش إردي على موقع أول موفي (الإنجليزية)
- ماتياش إردي على موقع قاعدة بيانات الأفلام السويدية (السويدية)
- ماتياش إردي على موقع قاعدة بيانات الفيلم (الإنجليزية)
- ماتياش إردي على موقع كينوبويسك (الروسية)